# Cuatro Caminos (metropolitana di Madrid)
Cuatro Caminos è una stazione delle linee 1, 2 e 6 della metropolitana di Madrid.
Si trova sotto la Glorieta de Cuatro Caminos, tra i distretti di Chamberí e di Tetuán.

Ha la particolarità di essere la stazione più profonda della rete, poiché i binari della linea 6 si trovano a 45 m sotto al livello della strada. In termini di profondità assoluta, rispetto al livello del mare, però, non è la più profonda, dato che altre della stessa linea 6 si trovano a minore altitudine rispetto al livello del mare.
Ha un accesso per persona con mobilità ridotta, un'edicola, una caffetteria, un chiosco della ONCE e due bancomat.

## Storia
Cuatro Caminos è una delle otto stazioni facenti parte del primo tratto di metropolitana, Sol-Cuatro Caminos, inaugurato il 17 ottobre 1919 dal re Alfonso XIII. Inizialmente le pensiline erano lunghe 60 metri, poi ampliate negli anni sessanta verso sud fino a raggiungere i 90 metri. In questo modo fu creato un nuovo accesso alla stazione. I binari si trovano sotto la via di Santa Engracia, molto vicino alla Glorieta de Cuatro Caminos. Il 6 marzo 1929 la linea 1 venne ampliata verso nord e Cuatro Caminos cessò di essere capolinea.
Il 10 settembre 1929 fu ampliata la linea 2 dalla stazione di Quevedo fino a Cuatro Caminos. La stazione possiede, per i binari della linea 2, un marciapiede centrale e uno laterale di 60m. È l'unica insieme ad Argüelles e a Puerta de Arganda ad avere questa disposizione. I binari si trovano al di sotto della calle de Bravo Murillo, al sud rispetto alla Glorieta de Cuatro Caminos, alla stessa profondità della linea 1.
L'11 ottobre 1979 viene inaugurato il primo tratto della linea 6 tra Cuatro Caminos e Pacífico. Più avanti, il 13 gennaio 1987, viene prolungata a ovest da Cuatro Caminos a Ciudad Universitaria. I binari sono situati a una profondità maggiore, sotto alla calle Raimundo Fernández Villaverde leggermente a est rispetto alla Glorieta de Cuatro Caminos.
Quando venne demolito il passo elevato sopra la Glorieta de Cuatro Caminos e si costruì il tunnel sotterraneo per le automobili (2004-2005), questo venne inserito nello spazio libero che era stato lasciato nel sottosuolo per poter accogliere un'eventuale quarta linea della metropolitana.

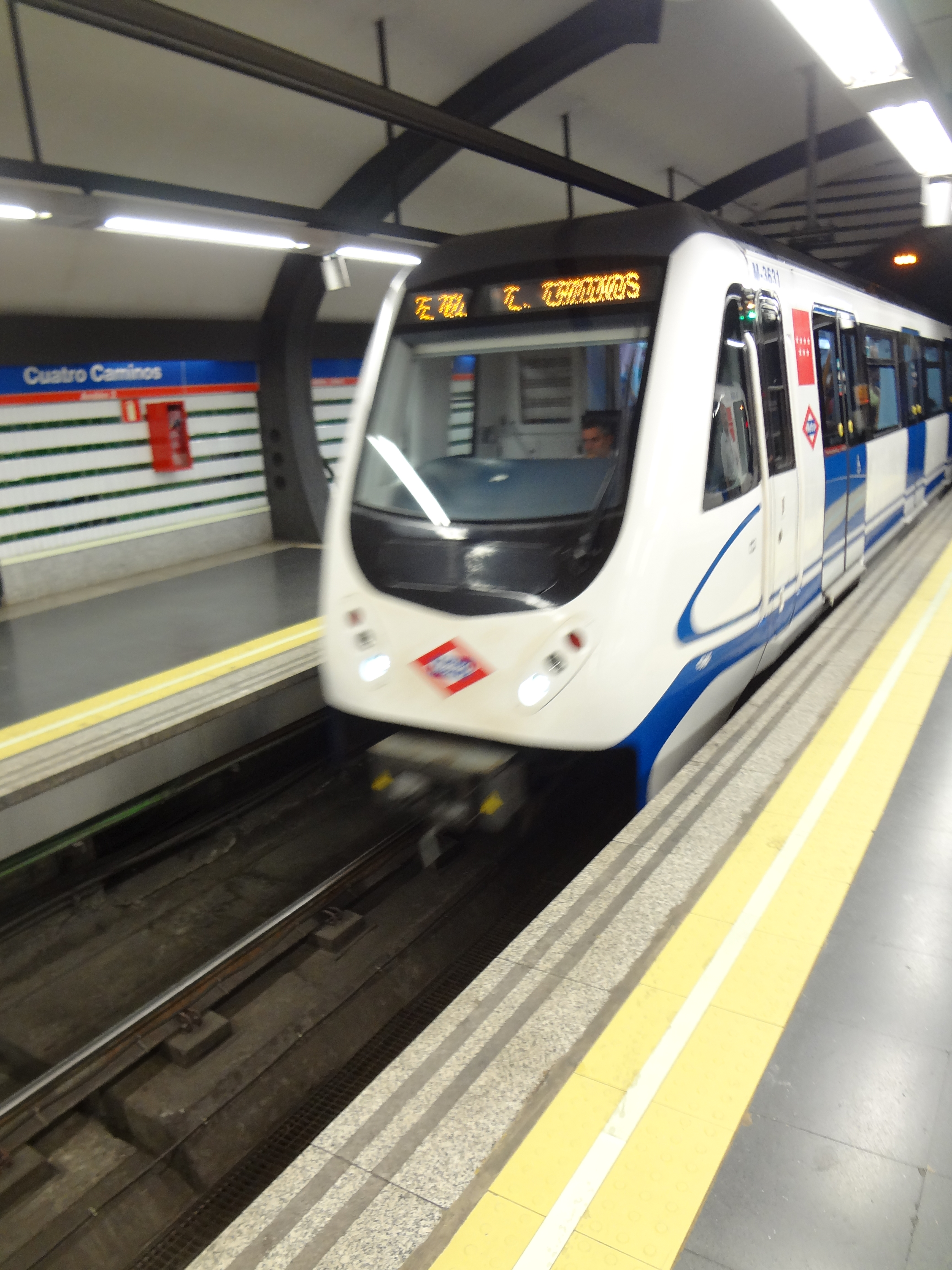
Cuatro Caminos, Linea 2 (metropolitana di Madrid)

## Accessi
Ingresso Central
- Reina Victoria, dispari Glorieta de Cuatro Caminos (angolo con Avenida de la Reina Victoria, 1)
- Santa Engracia Calle de Santa Engracia, 168
- Reina Victoria, pari Avenida de la Reina Victoria, 2
- Bravo Murillo Calle de Bravo Murillo, 101 (angolo con Glorieta de Cuatro Caminos)
- Ascensore esterno Calle de Santa Engracia (angolo con Calle de Bravo Murillo)

Ingresso Maudes aperto dalle 6:00 alle 21:40
- Maudes Calle de Maudes, 8